# Mycale chujaensis
Mycale chujaensis är en svampdjursart som beskrevs av Kang och Thomas Robertson Sim 2005. Mycale chujaensis ingår i släktet Mycale och familjen Mycalidae. Inga underarter finns listade i Catalogue of Life.